# ماركو تيرازينو
ماركو تيرازينو (مواليد 15 أبريل 1991 في مانهايم - ألمانيا) لاعب كرة قدم ألماني يلعب حاليا لصالح نادي الدرجة الأولى هوفينهايم الألماني منذ 2007 في مركز المهاجم .

## روابط خارجية
- ماركو تيرازينو على موقع قاعدة بيانات كرة القدم.إي يو (الإنجليزية)
- ماركو تيرازينو على موقع بيانات كرة القدم. دي إي (الألمانية)
- ماركو تيرازينو على موقع Soccerway.com (الإنجليزية)
- ماركو تيرازينو على موقع عالم كرة القدم.نت (الإنجليزية)
- ماركو تيرازينو على موقع كووورة
- ماركو تيرازينو على موقع AS.com (الإسبانية)